# كنوت نيلسون
كنوت نيلسون (بالسويدية: Knut Nilsson)‏ (1 يناير 1887 - 1 يناير 1959) هو لاعب هوكي الجليد ولاعب كرة قدم سويدي في مركز الوسط، شارك في الألعاب الأولمبية الصيفية 1912. وشارك مع منتخب السويد لكرة القدم. أما مع النوادي، فقد لعب مع أيك سولنا.

## وصلات خارجية
- كنوت نيلسون على موقع قاعدة بيانات كرة القدم.إي يو (الإنجليزية)
- كنوت نيلسون على موقع ناشيونال فوتبول تيمز (الإنجليزية)
- كنوت نيلسون على موقع أوليمبيديا (الإنجليزية)